# Tetraserica schneideri
Tetraserica schneideri är en skalbaggsart som beskrevs av Ahrens 2004. Tetraserica schneideri ingår i släktet Tetraserica och familjen Melolonthidae. Inga underarter finns listade i Catalogue of Life.